# Velódromo de Ciudad Lineal
Das Velódromo de Ciudad Lineal (1966–1972 Estadio Antonio Borrachero) war eine Radrennbahn in der spanischen Stadt Madrid. Ursprünglich als offene Radrennbahn errichtet, diente es später vor allem als Fußballstadion und war von 1923 bis 1924 die Heimspielstätte von Real Madrid sowie von 1946 bis zu seinem Abriss im Jahr 1972 die von AD Plus Ultra.

## Geschichte

### Velódromo de Ciudad Lineal

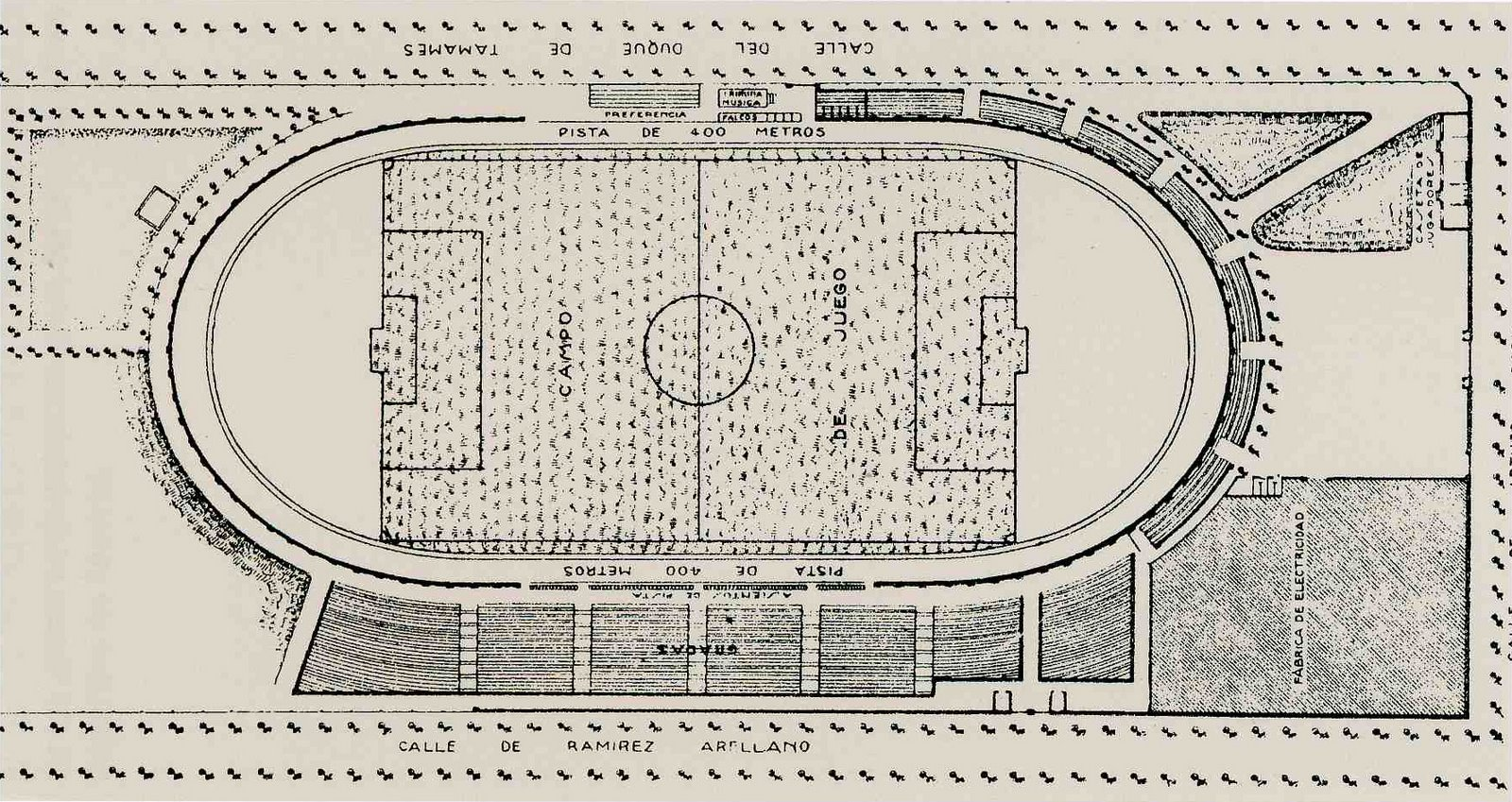
Planung und Zeichnung des Velódromo de Ciudad Lineal

Die Radrennbahn Velódromo de Ciudad Lineal war Teil des ambitionierten Bandstadt-Bauprojekts des bekannten Madrider Stadtplaners Arturo Soria y Mata und wurde im Stadtteil Ciudad Lineal, heute Teil des gleichnamigen Bezirks, am damaligen Ostrand der spanischen Hauptstadt errichtet.
Bereits am 23. März 1910 war das Gelände der in Bau befindlichen Sportanlage Schauplatz eines historischen Ereignisses. Der französische Pilot Julien Mamet führte von hier mit einer Blériot XI den ersten Flug über die Stadt Madrid aus. Unter den Zuschauern befand sich auch König Alfons XIII. von Spanien. Heute erinnert ein von der spanischen Luftfahrtbehörde AENA errichtetes Denkmal an dieses Ereignis.
Die offizielle Eröffnung erfolgte am 3. Juli 1910 mit diversen Sportveranstaltungen, darunter Rad- und Motorradrennen sowie Leichtathletikbewerbe. Die Sportstätte war durch eine elektrische Straßenbahn mit dem Stadtzentrum verbunden und galt zu jener Zeit als eine der modernsten und besten des Landes. Die Radbahn hatte eine Breite von 6,5 Meter und die charakteristischen Überhöhungen auf den beiden Kurven. Darüber hinaus verfügte die Sportanlage auch über eine fünf Meter breite Leichtathletikanlage sowie ein Naturrasenspielfeld in der Mitte, das unter anderem für Fußballspiele genutzt werden konnte.
1923 musste Real Madrid das Estadio de O’Donnell verlassen, als Ersatz wurde das Velódromo de Ciudad Lineal ausgewählt. Der Klub einigte sich mit der Familie Soria, Eigentümer der Sportstätte, auf einen Umbau zur Nutzung als Fußballstadion, der zuständige Architekt war José María Castell, der zuvor bereits das Stadium Metropolitano entworfen hatte. Am 29. April 1923 wurde das Stadion mit einem Spiel zwischen Real Madrid und Real Unión de Irún feierlich eröffnet. Die Begegnung endete mit einem 2:0-Sieg der Hausherren und der Torschütze beider Treffer war José María Úbeda. Obwohl die neue Spielstätte erstmals über Naturrasen als Oberfläche verfügte und durch eine Straßenbahn mit dem Stadtzentrum verbunden war, sanken die Zuschauerzahlen. Viele Fans wollten den Preis für den öffentlichen Transport nicht zahlen und zu Fuß war die Sportstätte nur schwer zu erreichen. Der Klub reagierte darauf mit der Planung eines vereinseigenen Stadions, dieses wurde bereits am 17. Mai 1924 als Estadio de Chamartín eröffnet.
Das Velódromo de Ciudad Lineal wurde danach wieder vermehrt als Radrennbahn benutzt, konnte jedoch an die Beliebtheit früherer Tage nicht mehr anschließen. Die Bahn befand sich in einem schlechten Zustand und die Zuschauerzahlen sanken, nicht zuletzt aufgrund der stark steigenden Beliebtheit des Fußballsports. Im Jahr 1946 erwarb die Versicherungsgesellschaft Plus Ultra das Stadion als Heimstätte für die Firmeneigenen Fußballmannschaft Agrupación Deportiva Plus Ultra, die zu jener Zeit gerade in die Tercera División, der damals dritten Spielklasse in Spanien, aufgestiegen war. Nur ein Jahr später schloss der Klub ein Übereinkommen mit Real Madrid und fungierte damit fortan als Filialmannschaft jenes Vereins, der 1923 bis 1924 selbst in diesem Stadion gespielt hatte. Zur Saison 1949/50 stieg die Mannschaft erstmals in die Segunda División auf und beendete diese auf dem dritten Platz, womit man die Qualifikation für die Aufstiegsrunde in die Erste Spielklasse nur knapp verpasste. Insgesamt brachte es der Klub auf elf Saisons in der zweiten Spielklasse.

### Estadio Antonio Borrachero
Im Jahr 1966 entschloss sich die Klubführung, zu Ehren des langjährigen Präsidenten Antonio Borrachero, auf eine Umbenennung des Stadions in Estadio Antonio Borrachero. Die Fußballmannschaft war in der Saison 1962/63 in die Tercera División abgestiegen und befand sich auf einer sportlichen Talfahrt. Die Spielzeiten 1970/71 und 1971/72 konnten nur mit dem elften bzw. zehnten Tabellenplatz beendet werden, und die gleichnamige Versicherungsgesellschaft entschloss sich 1972 zur Schließung der Fußballabteilung. Die Lizenz ging auf Castilla CF über, die Spiele bestritt die neue Filiale von Real Madrid im vereinseigenen Trainingszentrum auf der Paseo de la Castellana. Das nun leerstehende Estadio Antonio Borrachero wurde abgerissen.